# Мосахлишвили, Тристан
Тристан Мосахлишвили (род. 31 декабря 1997, Телави) — грузинский, позже испанский дзюдоист, бронзовый призёр чемпионата мира 2024 года, бронзовый призёр Средиземноморских игр 2022 года.

## Карьера
Родился в Грузии. Выступает в средней весовой категории (до 90 кг).
В 2017 году на чемпионате Грузии по дзюдо Тристан занял пятое место в весовой категории до 81 килограмма.
В 2020 году занял третье место на чемпионате Испании в весовой категории до 81 килограмма, а в 2021 году одержал победу на чемпионате Испании в весовой категории до 90 килограммов, в которой и выступает до настоящего времени. В начале июля 2022 года на Средиземноморских играх в Оране в борьбе за бронзовую медаль победил итальянца Дженнаро Пирелли. В октябре 2022 года на чемпионате мира в Ташкенте Мосахлишвили уступил в четвертьфинале грузину Луке Майсурадзе, а в поединке за бронзу уступил ещё одному грузину Лаши Бекаури.
Весной 2024 года на предолимпийском чемпионате мира, который состоялся в Объединённых Арабских Эмиратах, Тристан завоевал бронзовую медаль. В поединке за третье место он одолел соперника из Ливана Карамноба Сагаипова.